# Robleda
Robleda – gmina w Hiszpanii, w prowincji Salamanka, w Kastylii i León, o powierzchni 78,85 km². W 2011 roku gmina liczyła 531 mieszkańców.